# Монталбано Јонико
Монталбано Јонико (итал. Montalbano Jonico) је насеље у Италији у округу Матера, региону Базиликата.
Према процени из 2011. у насељу је живело 7427 становника. Насеље се налази на надморској висини од 248 м.

## Становништво
Према резултатима пописа становништва 2011. у општини је живело 7.427 становника.
| 1951. | 1961. | 1971. | 1981. | 1991. | 2001. | 2011. |
| ----- | ----- | ----- | ----- | ----- | ----- | ----- |
| 5.580 | 8.319 | 8.669 | 9.041 | 8.688 | 7.991 | 7.427 |

## Партнерски градови
- Ghiroda